# Ranunculus chuanchingensis
Ranunculus chuanchingensis är en ranunkelväxtart som beskrevs av L. Liou. Ranunculus chuanchingensis ingår i släktet ranunkler, och familjen ranunkelväxter. Inga underarter finns listade i Catalogue of Life.